# Калашинский сельсовет
Калашинский сельсовет — упразднённые административно-территориальная единица и муниципальное образование со статусом сельского поселения в Лебяжьевском районе Курганской области Российской Федерации.
Административный центр — село Калашное.

## История
Статус и границы сельского поселения установлены Законом Курганской области от 4 ноября 2004 года № 712 «Об установлении границ муниципального образования Калашинского сельсовета, входящего в состав муниципального образования Лебяжьевского района».
Законом Курганской области от 30 мая 2018 года N 47, в состав Баксарского сельсовета были включены все два населённых пункта упразднённого Калашинского сельсовета.

## Население
| 1989 | 2002 | 2004 | 2010 | 2012 | 2013 | 2014 |
| ---- | ---- | ---- | ---- | ---- | ---- | ---- |
| 495  | ↘433 | ↘411 | ↘277 | ↘259 | ↘249 | ↘234 |
| 2015 | 2016 | 2017 | 2018 |      |      |      |
| ↘213 | ↘196 | ↘191 | ↘187 |      |      |      |

## Состав сельского поселения
| № | Населённый пункт | Тип населённого пункта       | Население |
| - | ---------------- | ---------------------------- | --------- |
| 1 | Александровка    | деревня                      | ↘33       |
| 2 | Калашное         | село, административный центр | ↘244      |